# Дитионат бария
Дитионат бария — неорганическое соединение, соль щелочноземельного металла бария и дитионовой кислоты с формулой BaS2O6, бесцветные (белые) кристаллы, растворимые в воде, образует кристаллогидрат.

## Получение
- Обменная реакция с дитионатом марганца:

{\displaystyle {\mathsf {Ba(OH)_{2}+MnS_{2}O_{6}\ {\xrightarrow {}}\ BaS_{2}O_{6}+Mn(OH)_{2}\downarrow }}}

## Физические свойства
Дитионат бария образует прозрачные (белые) кристаллы.
Хорошо растворяется в воде, гидролиз по аниону.
Образует кристаллогидрат состава BaS2O6•2H2O.

## Химические свойства
- Разлагается при нагревании:

{\displaystyle {\mathsf {BaS_{2}O_{6}\ {\xrightarrow {140^{o}C}}\ BaSO_{4}+SO_{2}\uparrow }}}
- Безводную соль получают сушкой кристаллогидрата:

{\displaystyle {\mathsf {BaS_{2}O_{6}\cdot 2H_{2}O\ {\xrightarrow {120^{o}C}}\ BaS_{2}O_{6}+H_{2}O}}}
- С разбавленной серной кислотой вступает в обменные реакции:

{\displaystyle {\mathsf {BaS_{2}O_{6}+H_{2}SO_{4}\ {\xrightarrow {}}\ H_{2}S_{2}O_{6}+BaSO_{4}\downarrow }}}
- При кипячении с кислотами разлагается:

{\displaystyle {\mathsf {BaS_{2}O_{6}+H_{2}SO_{4}\ {\xrightarrow {}}\ BaSO_{4}\downarrow +SO_{2}\uparrow }}}